# Christian Traoré
Christian Traoré (Copenaghen, 18 aprile 1982) è un ex calciatore danese, di ruolo difensore.

## Carriera

### Club
Cominciò la carriera con la maglia del Copenaghen. Passò poi in prestito agli svedesi dell'Hammarby, prima di tornare al Copenaghen. Successivamente si trasferì al Midtjylland, dove giocò dal 2005 al 2007: conclusa questa esperienza, fece ritorno all'Hammarby.
Il 25 febbraio 2010, passò in prestito all'Hønefoss, fino al giugno successivo. Il 14 marzo, allora, esordì nella Tippeligaen: fu titolare nella sconfitta per 2-0 in casa del Tromsø. Terminato il prestito, fece ritorno all'Hammarby.
Nel 2011 passò al Randers e, pochi mesi dopo, al Lyngby. Si ritirò dall'attività agonistica il 20 luglio 2015.